# Sangue negli abissi
Sangue negli abissi (Deep Blood) è un film horror diretto da Raf Donato (alias Aristide Massaccesi).
Considerato un vero cult movie, il film segue il filone delle pellicole a basso costo con protagonista uno squalo assassino.
Ispirato, come il precedente L'ultimo squalo, a Lo squalo di Steven Spielberg, Sangue negli abissi è un sequel apocrifo, che, con materiale di repertorio della National Geographic, venne girato in dieci giorni nelle coste della Florida.
La pellicola fu finanziata dalla casa di produzione del regista, la Filmirage, che lo distribuì all'estero, dove ricevette un'accoglienza negativa e fredda.

## Trama
Quattro ragazzi, per fortificare il loro stretto legame d'amicizia, si promettono, con un legame di sangue, che saranno sempre amici. Il tempo passa e le loro vite si separano, fintanto che Miki non deciderà di riunire il vecchio gruppo, con una vacanza. A rovinarla, però, sarà un terribile squalo che, dopo avere compiuto una strage, ucciderà uno dei quattro amici, Wayne. I tre, preoccupati e assetati di vendetta, decidono di mettersi sulle tracce dell'animale feroce, non sapendo il pericolo cui andranno incontro. La leggenda, infatti, vuole che la bestia sia un'incarnazione d'un rito voodoo, nato per distruggere tutti gli esseri viventi. Miki scova il luogo dove si rifugia e, salvando per miracolo Ben, riusciranno a ucciderlo e a ritornare a casa sani e salvi.

## Distribuzione
| Date di uscita e titoli internazionali | Date di uscita e titoli internazionali | Date di uscita e titoli internazionali |
| Paese                                  | Data                                   | Titolo                                 |
| -------------------------------------- | -------------------------------------- | -------------------------------------- |
| Italia                                 | 1989                                   | Sangue negli abissi                    |
| Portogallo                             | 1990                                   | Justiça Sangrenta                      |
| Germania Ovest                         | 1990                                   | Gefahr aus der Tiefe                   |

Uscito nelle sale italiane nel 1989, fu edito in Italia con il titolo Sangue negli abissi. Fu distribuito l'anno seguente all'estero, in Portogallo e in Germania, ed edito in home video nel medesimo anno. Il film ha ricevuto un divieto di 14 anni in Portogallo, mentre un visto censura con bambini accompagnati in Inghilterra e in Italia.

## Produzione

### Musiche
Secondo un'intervista al regista, le musiche del film dovevano essere composte dall'amico Nico Fidenco, il quale rifiutò per via del contratto che gli fu offerto. Al suo posto subentrò Carlo Maria Cordio, grande amico del cineasta e famoso per aver eseguito la colonna sonora di Cannibal Ferox, diretto da Umberto Lenzi. Nella colonna sonora del film, si sentono dei richiami a Lo squalo, ed è presente un brano tratto da un altro film di Aristide Massaccesi, Rosso sangue.

### Tecniche ed effetti speciali

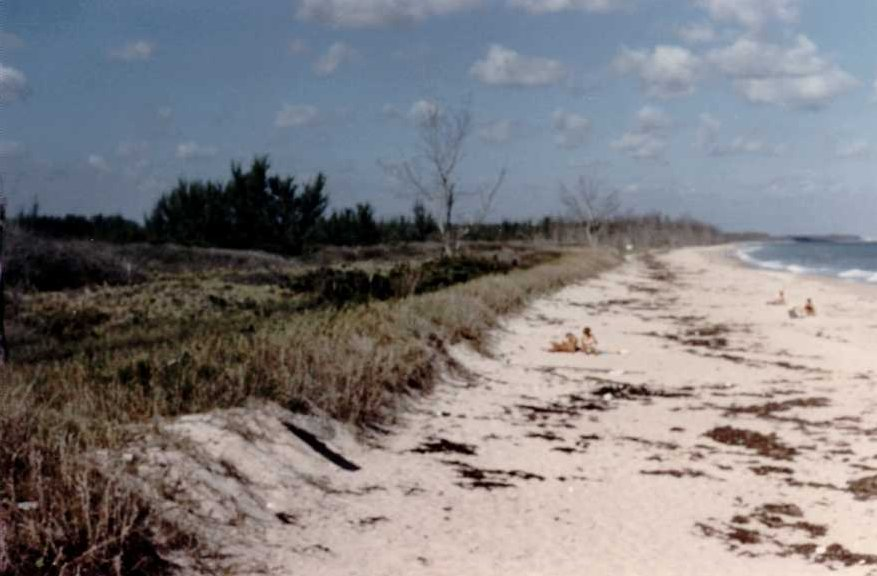
Florida, dove il film fu ambientato

Non avendo, come tutti i film girati da Massaccesi, un budget elevato, il film fu girato principalmente nelle coste della Florida, negli Stati Uniti. La macchina da presa utilizzata era una 35 mm. Il direttore della fotografia è lo stesso Massaccesi, esperto in questo campo, che, utilizzando dei materiali di repertorio della National Geographic, poté completare il film, risolvendo il problema delle scene subacquee. Per le scene dello squalo, invece, utilizzò un manichino, costruito appositamente da Brian Wood, utilizzando un piccolo motore interno, per farlo muovere. Nella pellicola, tuttavia, si può notare una scena in cui si possono intravedere dei bordi di una piscina. Il film, quindi, risulta essere stato girato con pochi mezzi, in meno di dieci giorni, con materiale di repertorio, e ambientato principalmente in una baia della Florida, utilizzando poi una piscina e una barca, per completarlo.

## Accoglienza

### Critica
Quando Sangue negli abissi uscì nelle sale cinematografiche, il film ebbe un'accoglienza fredda, con recensioni negative. La pellicola non è recensita né dal Farinotti né dal Morandini, i due grandi dizionari del cinema. Fra i siti internet, è stato apprezzato in parte da Film.tv, che gli ha assegnato due stelle. I punti, evidentemente, a sfavore del film sono il budget e gli attori sconosciuti, criticati per le loro interpretazioni. Il sito Mymovies gli conferisce una stella, come il sito Il Davinotti.

## Comparazioni con gli altrishark movie

Logo de Lo squalo, film che dette origine a molte imitazioni.

Sangue negli abissi fa parte del ciclo di moda degli anni ottanta dei cosiddetti shark movie. Il film che dette l'origine del ciclo apocrifo fu Lo squalo. In Italia erano già usciti dei film simili all'opera di Spielberg, ricordiamo principalmente il capostipite L'ultimo squalo di Enzo G. Castellari, Shark: Rosso nell'oceano di Lamberto Bava e Cruel Jaws di Bruno Mattei. Il film di Massaccesi riprende le tematiche dei primi due film precedenti, nonostante abbia avuto un budget più modesto rispetto alle altre opere.